# James Lancaster
James Lancaster (Basingstoke, Hampshire, los años 1550 - Londres, 6 de junio de 1618) fue un prominente comerciante y corsario de la época isabelina, recordado por haber dirigido la  primera expedición inglesa a la India por el cabo de Buena Esperanza.

## Biografía
En sus años jóvenes, fue soldado y comerciante en Portugal. El 10 de abril de 1591 partió de Torbay, en Devon, en su primer gran viaje a las Indias Orientales. Con una flota de tres barcos, acompañado por Raymond y Foxcroft, era la primera de las expediciones inglesas de ultramar a la India. Alcanzaron Table Bay (1 de agosto de 1591) y perdieron un barco frente a cabo Correntes (12 de septiembre), descansando la escuadra y reparándose en la isla de Zanzíbar (febrero de 1592). Doblaron el cabo Comorín el mayo siguiente, y llegaron a la península de Malaca en junio. Durante ese viaje, los barcos de Lancaster atacaron y saquearon todos los barcos a los que se encontraban.
Después de una travesía para cruzar a Ceilán, las tripulaciones insistieron en volver a casa. El viaje de vuelta fue desastroso, y sólo veinticinco oficiales y soldados sobrevivieron al llegar a Inglaterra en mayo de 1594. Lancaster mismo llegó a Rye el 24 de mayo de 1594. Su viaje a la India —al igual que las exploraciones terrestres y de comercio de Ralph Fitch— fue un factor importante en la fundación de la Compañía Británica de las Indias Orientales. En el mismo año dirigió una expedición de corso contra Pernambuco. A diferencia del viaje a las Indias Orientales, fue (según el relato de Richard Hakluyt) muy profesional en su conducta y tuvo gran éxito; después de separarse un escuadrón al mando del capitán Middleton, dirigió un asalto por tierra y se apoderó de la ciudad y (con la ayuda de una flotilla de comerciantes neerlandeses que se le unieron) la mantuvo durante varias semanas. Embarcaron un buen botín, llevando una carraca repleta de productos locales, como palo brasil (la fuente de un valioso colorante rojo utilizado en la industria textil lanera).
En 1600 le dieron el mando de la primera flota de la compañía (que zarpó de Torbay el 22 de abril de 1601), capitaneando el Red Dragon y en el que participaba como primer piloto John Davis. Fue acreditado también como enviado especial de la reina Isabel I de Inglaterra ante diversos potentados orientales. Tras doblar el cabo de Buena Esperanza (1 de noviembre de 1601) Lancaster visitó las islas Nicobar (desde el 9 de abril de 1602), Aceh y otras partes de Sumatra (desde el 5 de junio de 1602) y Bantam, en la isla de Java. Estableció una alianza con Aceh, fundando en Bantam la primera fáctoria de Compañía de las Indias Orientales y también envió una misión comercial a las Molucas. El viaje de regreso, desde el 20 de febrero al 11 de septiembre de 1603, fue rápido y próspero, y Lancaster (cuyo éxito comercial y diplomático había sido brillante) fue recompensado con un título de caballero en octubre de 1603.
Lancaster siguió siendo uno de los directores principales de la Compañía de las Indias Orientales hasta su muerte en mayo de 1618. La mayoría de los viajes del inicio del periodo Estuardo, tanto a la India como en busca del Paso del Noroeste se llevaron a cabo bajo su patrocinio y dirección. En uno de esos viajes, en julio de 1616, William Baffin nombró en su honor uno de los entrantes localizados al noroeste de la bahía de Baffin (74°20'N), el Lancaster Sound.
Su testamento (datado el 18 de abril de 1618) estableció dos organizaciones de beneficencia administradas por la Compañía de Skinner. Una era para beneficio de funcionarios y personas pobres en Basingstoke, que posteriormente fue trasladado por orden judicial a la Basingstoke Corporation en 1717. La otra era para estudiantes pobres de teología divinidad de Oxford y Cambridge, a quien la Compañía de Skinner todavía subsidia hoy en día.